# Tisha beav
Tisha beav (hebreiska: תִּשְׁעָה בְּאָב [tiʃʕa beˈʔav]

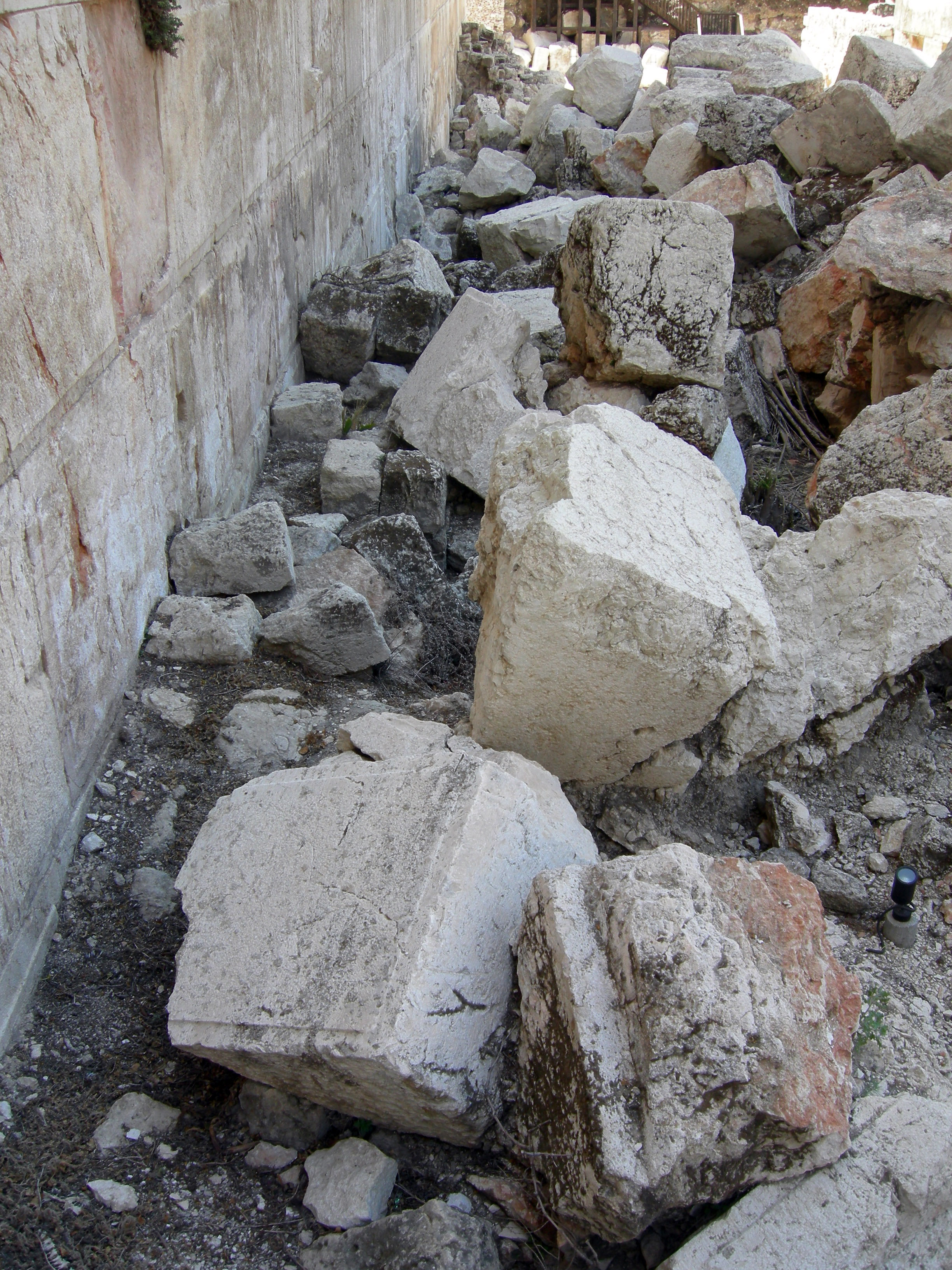

 ( lyssna), öv. 'den nionde Ab') firas den nionde dagen i månaden "av" (juli–augusti) till minne av förstörelsen av Jerusalems tempel samt exilen från Israel. Templen sägs ha förstörts exakt samma dag, och första gången var år 586 f.Kr. då kungen i Babylonien brände ner templet och då Jerusalem förstördes. Andra gången templet förstördes var år 70 e.Kr. då romarna brände ner det.  135 intogs även staden Betar under Bar Kokhba-revolten.

## Sorgehögtid
Tisha beav är en sorgehögtid där judar, särskilt ortodoxa judar, uppmärksammar dagen genom att fasta. Det är inte tillåtet att vare sig äta eller dricka under dagen, såvida man inte är sjuk. Det är heller inte tillåtet att bada, eller ens tvätta händerna såvida man inte är smutsig. Det är inte tillåtet att bära skor gjorda av läder och inte använda parfym. Att roa sig den här dagen anses vara fel eftersom man då distraheras från att sörja.
Att läsa i torah under tisha beav är egentligen förbjudet med tanke på att läsning i de heliga skrifterna tillför glädje, men det finns undantag: då texter som lämnar en känsla av sorg läses är det tillåtet. Exempelvis de som benämns Kinnot av vilka klagovisorna är del. En sed under tisha beav är att besöka kyrkogårdar och gravplatser. I Jerusalem gick folk runt i staden för att tänka på och se ruinerna av murarna och då bli påminda om smärtan och sorgen efter templets förfall. Då tisha beav infaller samma dag som sabbaten fastar man nästföljande dag istället.